# Chinesische Enzyklopädie: Lass uns reden
Chinesische Enzyklopädie: Lass uns reden (chinesisch 中國百科全書·黑屋 / 中国百科全书·黑屋, Pinyin Zhōngguó bǎikē quánshū·hēi wū), kurz auch nur Lass uns reden, ist eine Science-Fiction-Kurzgeschichte der chinesischen Schriftstellerin Xia Jia, zuerst veröffentlicht im April 2015. Eine deutsche Übersetzung von Marc Hermann erschien am 14. September 2020 in der Anthologie Quantenträume, herausgegeben vom Heyne Verlag.

## Handlung
Eine Linguistikerin wird zu einem Container voller Androiden von Robbenbabys gerufen, die mit künstlicher Intelligenz ausgestattet sind und eingesperrt während der Schiffsfahrt ihre eigene Sprache entwickelt haben. Ihre Aufgabe ist nun die Entschlüsselung. Ohne zu wissen, ob die Robbenbabys umgekehrt sie verstehen können, verkündet sie ihnen: „Lass uns reden!“